# カンタベリーのデウスデディトゥス
カンタベリーのデウスデディトゥス（Deusdeditus Cantuariensis, 生年不明 - 664年7月14日ないし10月28日）は第6代の、そしてサクソン人として初めてのカンタベリー大司教である。アデオダトゥス（Adeodatus）とも呼ばれ、また655年にロチェスター司教に聖職授任されるまで、サクソン人名であるフリソナ（Frithona）の名で知られた。カトリック教会・聖公会・正教会で聖人。

## 来歴
ウェセックスの生まれだということ以外、彼の若い頃についてはほとんど知られていない。カンタベリー大司教座にあったのも、その大司教座の歴史の中でも特に不明のことが多い時期である。なぜなら、655年からのデウスデディトゥスの9年間の統治の間、一つの例外を除き、イングランド人司祭の聖職叙任がすべてケルト人やその他の司祭らによって執り行われているからである。しかし、彼の業績も残っている。サネット島に女子修道院を設立し、また657年のメデハンステード修道院（現在のピーターバラ大聖堂）の設立にも関わっている。
ノーサンブリアの教会がローマ教会とケルト教会のどちらの教義を取り入れるべきかについて議論が交わされたウィットビー教会会議は664年に開催された。ペストに罹っていたため、デウスデディトゥスは優勢であったローマ教会側に参加しなかった。彼が死亡したのはそれから数ヵ月後である。